# Amblychaeturichthys sciistius
Amblychaeturichthys sciistius é uma espécie de peixe da família Gobiidae e da ordem Perciformes.

## Habitat
É um peixe marítimo, de clima temperado e demersal.

## Distribuição geográfica
É encontrado em: Coreia e Japão.

## Observações
É inofensivo para os humanos.